# 老挝纹胸鮡
老挝纹胸鮡（学名：Glyptothorax laosensis）为輻鰭魚綱鯰形目鮡科纹胸鮡属的鱼类。在中国，分布于云南澜沧江等，本魚體黑色，體測中央具一條淡黃色縱紋，體長可達10.8公分，棲息在水流快速的溪流、瀑布區，以水生昆蟲為食，生活習性不明。该物种的模式产地在泰国湄公河。